# Turbicellepora robusta
Turbicellepora robusta är en mossdjursart som först beskrevs av Barroso 1921.  Turbicellepora robusta ingår i släktet Turbicellepora och familjen Celleporidae. Inga underarter finns listade i Catalogue of Life.